# Monnina deppei
Monnina deppei là một loài thực vật có hoa trong họ Polygalaceae. Loài này được G. Don mô tả khoa học đầu tiên năm 1831.